# VeraCrypt
VeraCrypt je otevřený software pro transparentní šifrování disků. Je napsán převážně v C a C++ a odladěný pro Microsoft Windows, macOS a Linux. Umí šifrovat jednotlivé diskové oddíly nebo i celý pevný disk (ovšem pro šifrování zahrnující i oddíl s operačním systémem je zapotřebí upravený zavaděč, který je nabízen pouze pro Microsoft Windows). Pro samotné šifrování používá zásadně režim XTS, jako blokové šifry podporuje AES, Serpent, Twofish, Camellia a Kuzněčik.  Jako kryptografickou hašovací funkci používá  RIPEMD-160, SHA-256, SHA-512, Stribog nebo Whirlpool. Používaná funkce pro odvození klíče z hesla je PBKDF2. Jsou podporovány skryté diskové oddíly s popiratelným šifrováním – navenek se tváří jako náhodná data.
Veracrypt vznikl jako fork šifrovacího systému TrueCrypt, první verze byla vydána 22. června 2013.